# Alpioniscus thracicus
Alpioniscus thracicus is een pissebed uit de familie Trichoniscidae. De wetenschappelijke naam van de soort is voor het eerst geldig gepubliceerd in 1986 door Andreev.